# June Sutor
Dorothy June Sutor (Auckland, 6 de junio de 1929-Londres, 27 de mayo de 1990) fue una cristalógrafa neozelandesa que pasó la mayor parte de su carrera investigadora en Gran Bretaña. Fue una de las primeras científicas en establecer que se podían formar enlaces de hidrógeno en átomos de hidrógeno unidos a átomos de carbono.También trabajó  en el estudio y prevención de cálculos urinarios en el laboratorio de Kathleen Lonsdale.

## Educación y primeros años
Sutor nació en Nueva Zelanda el 6 de junio de 1929, en el suburbio de Parnell en Auckland. Era hija de Victor Edward Sutor,  carrocero de profesión, y su esposa Cecilia Maud Sutor. Se educó en St Cuthbert's College, y realizó  estudios superiores de Química en la  Universidad de Auckland. Obtuvo una maestría en Ciencias en 1952 y, bajo la supervisión de Frederick Llewellyn, se doctoró en 1954. Publicó su primer artículo como única autora en Acta Crystallographica, mientras era estudiante.
En 1954, Sutor se ubicó en  el Reino Unido con una beca del Colegio Newnham, en la Universidad de Cambridge, donde  completó un segundo doctorado en 1958 investigando las estructuras de purinas y nucleósidos. Durante esta etapa, Sutor también resolvió la estructura de la cafeína, y demostró su recristalización en forma monohidratada.

## Investigación
Sutor se trasladó a Australia en 1958 para trabajar como investigadora en Melbourne. En 1959,  regresó a Gran Bretaña con una posición en   Birkbeck College, donde  trabajó con John Bernal, Rosalind Franklin, y Aaron Klug en la aplicación de la cristalografía de rayos X  a la  biología molecular. Investigó la estructura de teacrina, ADN y otros compuestos, desde moléculas pequeñas hasta alcaloides. Se concentró en particular en los enlaces de hidrógeno y en la química computacional, y escribió varios programas para el EDSAC. Sutor utilizó  el concepto de electronegatividad, introducido por Linus Pauling en 1932, para explicar los enlaces de hidrógeno. Basándose en su análisis del acortamiento de las distancias de Van der Waals asociado a los enlaces de hidrógeno, propuso que el grupo C-H activado por una ionización parcial puede establecer un enlace de hidrógeno que denominó enlace C-H···O. En 1962, Sutor publicó sus conclusiones sobre enlaces C-H···O basadas en experimentos cristalográficos.
Jerry Donohue fue un detractor muy crítico del trabajo de Sutor, y puso en duda sus medidas de las distancias de Van der Waals sugiriendo que sus datos experimentales no eran correctos. Por aquel entonces Donohue era una autoridad cuyos libros se utilizaban en la mayoría de laboratorios y revisaba a menudo los artículos científicos sobre  estructuras cristalinas. Robin Taylor y Olga Kennard vindicaron a Sutor en la década de 1980, cuando analizaron 113 patrones de difracción de neutrones en la base de datos cristalográfica de Cambridge, y concluyeron que las distancias C-H⋯O de Sutor eran correctas dentro de un error de 0.03 Å. Gautam Radhakrishna Desiraju dedicó un capítulo de su libro sobre enlaces de hidrógeno al trabajo de Sutor. Carl Schwalbe, que comparó las estructuras citadas por Sutor con redeterminaciones modernas, mencionó los celos profesionales como posible explicación de las críticas de Donhoue en un tiempo en que «la aceptación de mujeres en la ciencia, particularmente las ciencias físicas, no era de ninguna manera completa».
Sutor volvió  a Nueva Zelanda y trabajó brevemente en el Departamento de Investigación Científica e Industrial antes de tomar un permiso para cuidar a su padre, quién murió en 1964. En 1966, Kathleen Lonsdale le ofreció a Sutor un trabajo en el  Colegio Universitario de Londres para estudiar los cálculos renales y maneras de prevenirlos con una beca de la Fundación Nuffield. Sutor estableció buenos contactos con el personal del hospital, e incluso consiguió estudiar un cálculo de Napoléon III. En 1979 Sutor perdió la vista parcialmente, y se interesó preferentemente por los aspectos teóricos del crecimiento de las piedras. Cuando murió de cáncer el 27 de mayo de 1990 legó su fortuna de 500 000 libras esterlinas para establecer las becas June Sutor para la prevención de la ceguera. 